# Santuario de la Virgen del Verdún
En el cerro más elevado que rodea el valle de la ciudad (326 m s. n. m.), se encuentra el Santuario Nacional de la Virgen del Verdún (a 5 km del centro de Minas) siendo el más visitado de Uruguay.

## Historia
La celebración anual se hace los días 19 de abril, en forma ininterrumpida desde el año 1901, con una concurrencia superior a los 60.000 peregrinos. Sin embargo, todo el año, especialmente los domingos, muchos peregrinos suben a la cumbre del cerro del Verdún para venerar a la Virgen María bajo la advocación de la Inmaculada Concepción, Patrona de la ciudad y de la Diócesis. El camino de ascenso que serpentea la serranía tiene una extensión de 1 km y en su recorrido se encuentran las catorce estaciones del Vía Crucis para la meditación y la oración de los fieles. Hay quienes también ascienden no con un fin espiritual sino para apreciar la vista panorámica desde la cumbre la cual es muy deseada.
La imagen, tiene una altura de 3,15 m y es de fundición, traída de Francia en el año 1917. El globo, a los pies de la imagen, tiene un diámetro de 2 m y el pie del monumento unos 17 m aproximadamente, lo que hace un total de 22 m de altitud. El Santuario cuenta con 6 plataformas de estacionamiento con capacidad para 500 autos y 100 ómnibus, servicios higiénicos, local de venta de artículos religiosos, una casa de retiros espirituales para 60 personas y presencia de sacerdotes. Tanto el predio como el funcionamiento dependen de la Diócesis de Minas. El día 19 de abril coincide con el día del desembarco de los Treinta y Tres orientales, dirigidos por Juan Antonio Lavalleja (nacido en Minas), vinculando así la gesta patria con el Patrocinio de la Virgen María.
El mes de abril es festivo en Minas, ya que se realiza el segundo festival popular más grande del país denominado Festival Minas y Abril, donde se dan cita músicos y artistas famosos de Uruguay y la región, con énfasis en la música folklórica y tradicional.
- Datos: Q60825087